# Citroën C4 (1928)
Der Citroën C4 ist ein Pkw der Mittelklasse des französischen Autoherstellers Citroën. Der C4 wurde im Oktober 1928 erstmals auf dem Automobilsalon in Paris vorgestellt und von 1928 bis 1932 als Nachfolger des Citroën Typ B14 gebaut. Der C4 hatte einen Vierzylinder-Reihenmotor mit 1628 cm³ Hubraum und erreichte eine Höchstgeschwindigkeit von 90 km/h. Vom C4 abgeleitet wurde 1929 der Citroën C6. Bis 1932 wurden 121.000 Exemplare produziert und der C4 zusammen mit dem C6 vom Citroën Rosalie abgelöst.
Als Nachfolgemodelle des Typs B14 wurden C4 (zwischen 1928 und 1932) und C6 (1928) zeitweise auch im deutschen Citroën-Produktionswerk in Köln-Poll montiert, wo 1932–1934 auch deren Nachfolgemodell, die von 1932 bis 1938 produzierte Citroën Rosalie in der Ausführung Ganz Deutsch gefertigt wurde.

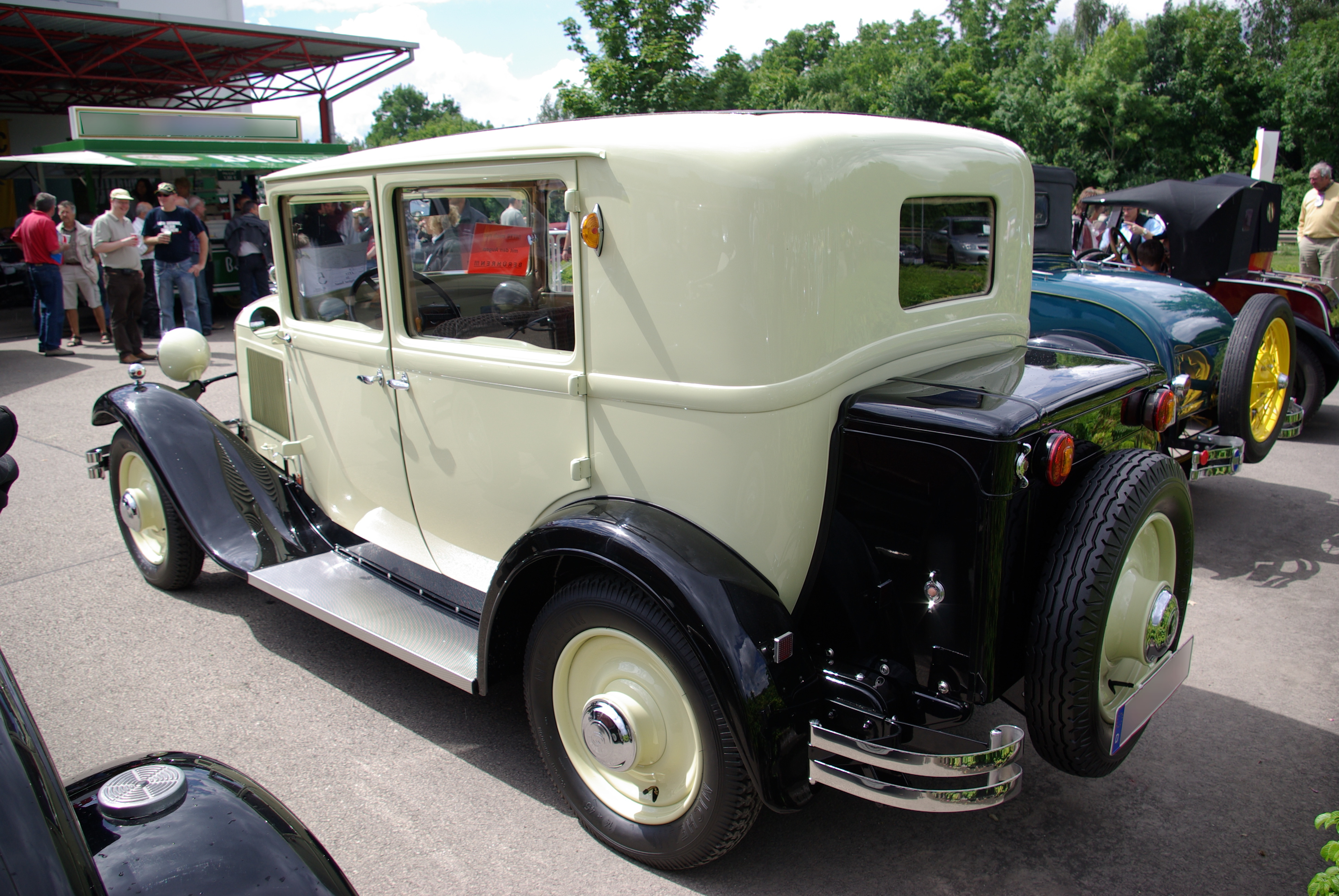
Citroën C4
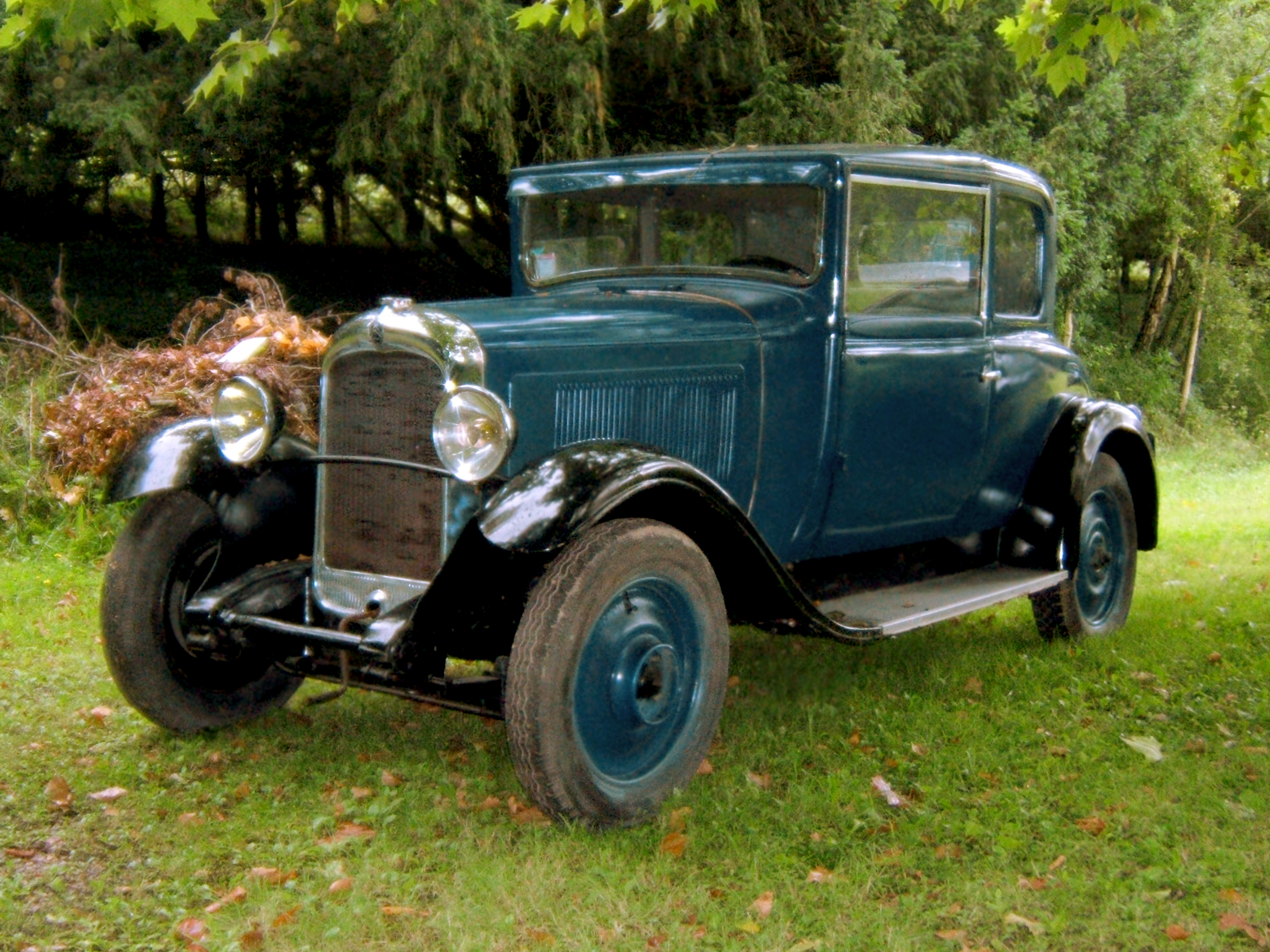
Citroën C4 Torpedo
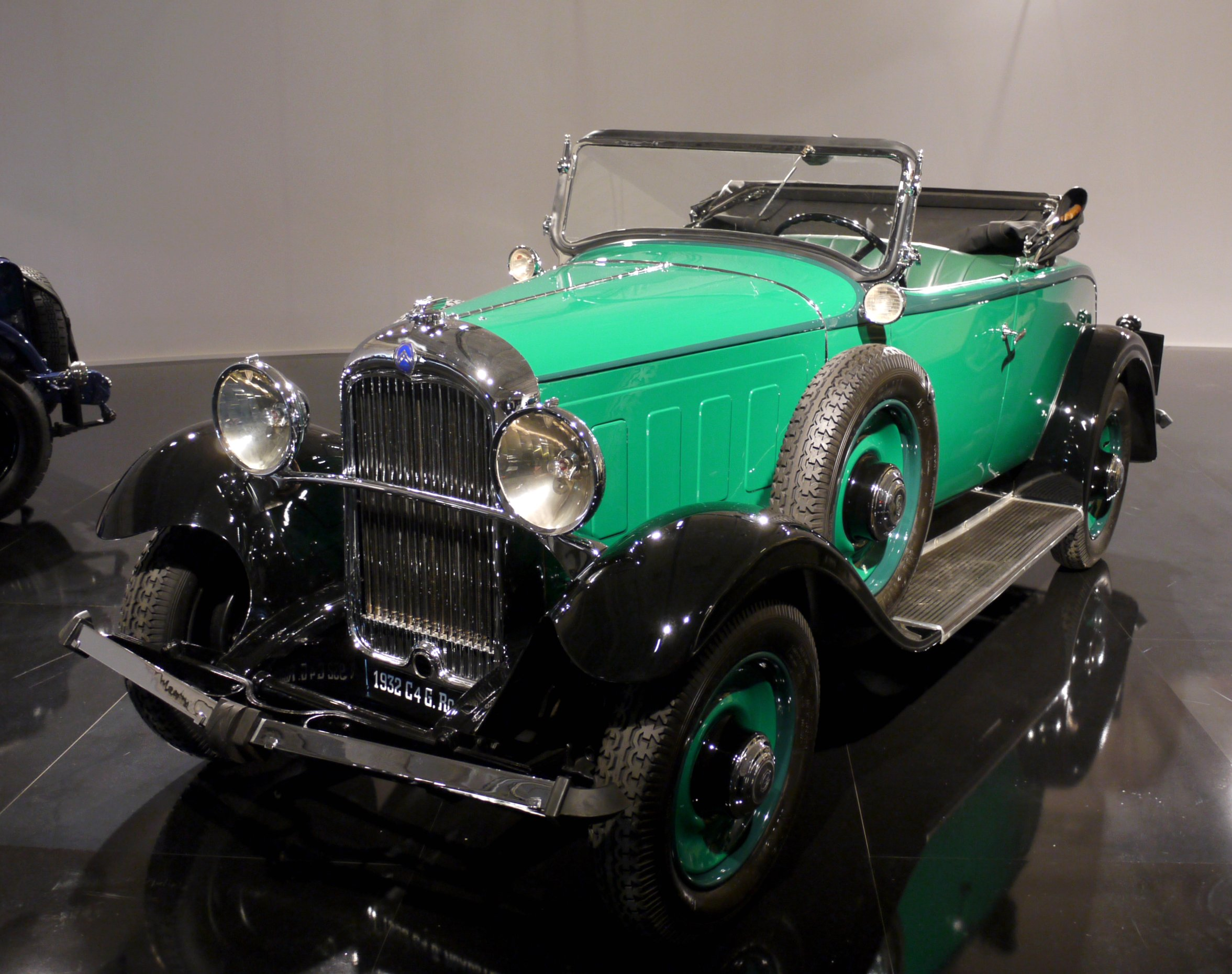
Citroën C4 Cabriolet
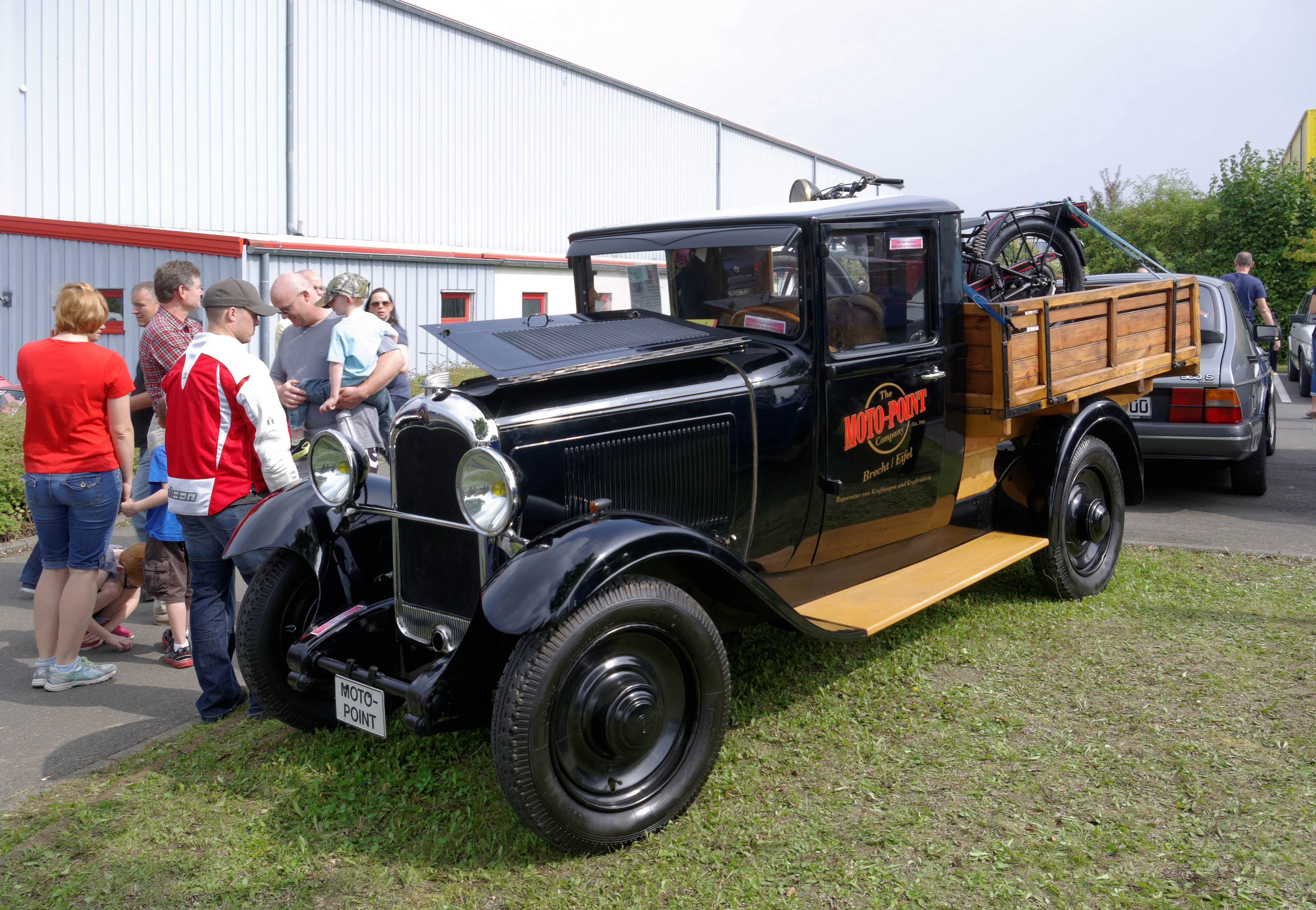
Citroën C4 Pritschenwagen

## Einstufung im französischen Steuer- und Versicherungssystem
Der Vierzylinder hatte 9 CV. Lediglich letzte Restbestände wurden als C4 VIII verkauft und erhielten den schwächeren Motor des Nachfolgers Rosalie mit 8 CV.